# Finale della Coppa delle Coppe 1981-1982
La finale della 22ª edizione della Coppa delle Coppe UEFA è stata disputata il 12 maggio 1982 al Camp Nou di Barcellona tra Barcellona e Standard Liegi. All'incontro hanno assistito circa 100 000 spettatori. La partita, arbitrata dal tedesco occidentale Walter Eschweiler, ha visto la vittoria per 2-1 del club spagnolo.

## Il cammino verso la finale
Il Barcellona di Udo Lattek esordì contro i bulgari del Trakia Plovdiv battendoli col risultato complessivo di 4-1. Agli ottavi di finale i cecoslovacchi del Dukla Praga furono sconfitti nuovamente con un 4-1 tra andata e ritorno. Ai quarti i Blaugrana affrontarono i tedeschi orientali della Lokomotive Lipsia e vinsero 3-0 in Germania Est, rendendo ininfluente la sconfitta per 2-1 di Barcellona. In semifinale gli inglesi del Tottenham furono sconfitti 1-0 nella gara di ritorno, dopo che l'andata a Londra si concluse sull'1-1.
Lo Standard Liegi di Raymond Goethals iniziò il cammino europeo contro i modesti maltesi della Floriana vincendo con un risultato complessivo di 12-1. Agli ottavi gli ungheresi del Vasas furono sconfitti col risultato totale di 4-2. Ai quarti di finale Les Rouches affrontarono i lusitani del Porto, passando il turno grazie alla vittoria casalinga per 2-0 e al pari per 2-2 ottenuto in Portogallo. In semifinale i sovietici della Dinamo Tbilisi, campioni in carica, persero sia all'andata che al ritorno col risultato di 1-0.

## La partita
A Barcellona  va in scena la finale tra il Barça, "padrone di casa" giunto all'ultimo appuntamento tra alti e bassi, e lo Standard Liegi, giunto imbattuto in finale e che schiera tra i pali il fortissimo Michel Preud'homme, ma privi del capocannoniere del torneo Eddy Voordeckers. Il gol dopo meno di dieci minuti di Guy Vandersmissen ammutolisce i centomila e più tifosi accorsi allo stadio, ma sul finire della ripresa il danese Allan Simonsen ristabilisce il pari. La seconda frazione di gioco è caratterizzata dalle reciproche scorrettezze e dal calo fisico dei belgi; così intorno al ventesimo, sugli sviluppi di un calcio di punizione battuto da Simonsen, Quini realizza il gol del vantaggio che dà la vittoria (nella propria città e nel proprio stadio) al Barcellona che vince la seconda Coppa delle Coppe.

## Tabellino
| Arbitro: | Walter Eschweiler |

|                          |           |                  |
| Simonsen 45+2’ Quini 63’ | Marcatori | Vandersmissen 8’ |

| Barcellona | Standard Liegi |

| Barcellona  |    |                         |     |
|             |    |                         |     |
| POR         | 1  | Javier Urruticoechea    |     |
| DIF         | 2  | Gerardo Miranda         |     |
| DIF         | 3  | Migueli                 | 25’ |
| DIF         | 6  | José Ramón Alexanko     |     |
| DIF         | 4  | Manolo                  | 83’ |
| CEN         | 5  | Tente Sánchez           |     |
| CEN         | 8  | Josep Moratalla         |     |
| CEN         | 10 | Esteban Vigo            |     |
| ATT         | 7  | Allan Simonsen          |     |
| ATT         | 9  | Quini                   |     |
| ATT         | 11 | Francisco José Carrasco |     |
| Allenatore: |    |                         |     |
| Udo Lattek  |    |                         |     |

| Standard Liegi   |    |                    |          |
|                  |    |                    |          |
| POR              | 1  | Michel Preud'homme |          |
| DIF              | 2  | Eric Gerets        |          |
| DIF              | 4  | Théo Poel          |          |
| DIF              | 5  | Walter Meeuws      | 31’, 89’ |
| DIF              | 3  | Gerard Plessers    |          |
| CEN              | 6  | Guy Vandersmissen  | 85’      |
| CEN              | 8  | Jos Daerden        |          |
| CEN              | 9  | Arie Haan          | 71’      |
| ATT              | 11 | René Botteron      |          |
| ATT              | 7  | Simon Tahamata     |          |
| ATT              | 11 | Benny Wendt        | 27’      |
| Allenatore:      |    |                    |          |
| Raymond Goethals |    |                    |          |